# Lijst van rijksmonumenten in Marum (plaats)

De plaats Marum telt 10 inschrijvingen in het rijksmonumentenregister. Hieronder een overzicht. 
| Object                                                        | Oorspronkelijke functie? | Bouwjaar | Architect      | Locatie               | Coördinaten?                 | Nr.?   | Afbeelding                                                          |
| ------------------------------------------------------------- | ------------------------ | --- | -------------- | --------------------- | ---------------------------- | ------ | ------------------------------------------------------------------- |
| Oosterheerdt                                                  | Boerderij                | ca. 1855 |                | Haarsterweg 32        | 53° 8' 1" NB, 6° 13' 58" OL  | 28283  | Meer afbeeldingen                                                   |
| Westerheerdt                                                  | Boerderij                | ca. 1870 |                | Haarsterweg 34        | 53° 7' 58" NB, 6° 13' 52" OL | 28284  | Meer afbeeldingen                                                   |
| Hervormde kerk en toren                                       | Kerk en kerkonderdeel    | waarsch. 12e eeuw (koor) verm. 1200-1225 (schip, toren) midden 16e eeuw (verb.) waarsch. 1770 (rest.) 1886 (naaldspits) |                | Noorderringweg 41     | 53° 8' 43" NB, 6° 15' 10" OL | 28286  | Meer afbeeldingen                                                   |
| Kop-rompboerderij met aanbouw haaks op de schuur en bijschuur | Boerderij                | midden 19e eeuw |                | Verl. Wilpsterweg 2   | 53° 8' 22" NB, 6° 14' 45" OL | 28287  | Meer afbeeldingen                                                   |
| Dwarshuisboerderij met eclectische elementen                  | Boerderij                | 1899 |                | Kruisweg 2            | 53° 8' 55" NB, 6° 16' 29" OL | 513638 | Meer afbeeldingen                                                   |
| Bijschuur onder rieten schilddak                              | Boerderij                | 1899 |                | bij Kruisweg 2        | 53° 8' 55" NB, 6° 16' 29" OL | 513639 | Meer afbeeldingen                                                   |
| Stookhut onder pannen zadeldak                                | Boerderij                | 1899 |                | bij Kruisweg 2        | 53° 8' 55" NB, 6° 16' 29" OL | 513640 | Meer afbeeldingen                                                   |
| Voorm. lagere landbouwschool met dienstwoning                 | Onderwijs en wetenschap  | 1939 | K.G. Olsmeijer | Noorderweg 8          | 53° 8' 56" NB, 6° 16' 25" OL | 513647 | Lagere landbouwschool Voorm. lagere landbouwschool met dienstwoning |
| Rentenierswoning in Overgangsstijl met aangebouwde schuur     | Woonhuis                 | 1914 | A. Velding     | Haarsterweg 21        | 53° 8' 4" NB, 6° 13' 59" OL  | 513648 | Rentenierswoning in Overgangsstijl met aangebouwde schuur           |
| Stinzecomplex Bult van Marum                                  | Archeologisch monument   | 13e eeuw |                | bij Noorderringweg 41 | 53° 8' 42" NB, 6° 15' 7" OL  | 532286 | Stinzecomplex Bult van Marum                                        |